# 건륭 (북송)
건륭(建隆, 960년 1월 ~ 963년 11월)은 북송의 태조(太祖) 조광윤(趙匡胤)의 첫번째 연호이자 송나라 최초의 연호이다. 3년 11개월 가량 사용하였다. 
건륭 연호를 차용한 십국(十國) 국가는 형남(荊南, 960년 1월 ~ 963년 5월), 오월(吳越), 남당(南唐)이 있다.

## 개원
- 후주(後周) 현덕(顯德) 7년 1월 5일[1](960년 2월 4일)에 송나라 건국 후, 연호를 건륭(建隆)으로 건원함.[2][3][4][5]

- 건륭(建隆) 4년 11월 16일[6](963년 12월 4일)에 연호를 건덕(乾德)으로 개원함.[2][7][4][5]

## 주요 사건
- 원년 정월 신축 초하루(1일) : 신년축하를 받고 요나라와 북한이 군사를 합쳐 쳐들어왔다는 보고가 들어오자 주(周)는 전전도점검(殿前都點檢) 조광윤을 파병했다.
- 원년 정월 갑진(4일) : 조광윤, 카이펑에 돌아와 주의 공제(恭帝)로부터 선양(禪讓)받는 형식으로 황제로 즉위한다.(진교陳橋의 변變)
- 원년 을사(5일) : 국호를 송(宋)으로 하고 처음으로 건륭이란 연호를 쓰다.
- 2년 : 연회 자리에서 절도사들이 가진 군권을 모두 황제가 회수하다(배주석병권杯酒釋兵權).
- 4년 2월 : 형남(荊南)이 송에 항복하다.
- 4년 4월 : 건륭응천력(建隆應天曆)을 시행하다.
- 4년 11월 : 건덕(乾德)으로 개원하다

## 연대 대조표
| 건륭       | 원년            | 2년        | 3년        | 4년        |
| 서기(西紀) | 960년           | 961년      | 962년      | 963년      |
| 간지(干支) | 경신(庚申)      | 신유(辛酉) | 임술(壬戌) | 계해(癸亥) |
| 요(遼)     | 응력(應曆) 10년 | 11년       | 12년       | 13년       |
| 남한(南漢) | 대보(大寶) 3년  | 4년        | 5년        | 6년        |
| 후촉(後蜀) | 광정(廣政) 23년 | 24년       | 25년       | 26년       |
| 북한(北漢) | 천회(天會) 4년  | 5년        | 6년        | 7년        |

## 동시대 연호

### 한국
- 준풍(峻豊) (960년 ~ 963년)

### 중국
요(遼)
- 응력(應曆) (951년 ~ 969년)

남한(南漢)
- 대보(大寶) (958년 ~ 971년)

후촉(後蜀)
- 광정(廣政) (938년 ~ 965년)

북한(北漢)
- 천회(天會) (957년 ~ 973년)

대리국(大理國)
- 광덕(廣德) (953년 ~ 967년)

호탄 왕국(于闐國)
- 동경(同慶) (912년 ~ 966년)

### 일본
- 덴토쿠(天德) (957년 ~ 961년)
- 오와(應和) (961년 ~ 964년)

## 같이 보기
- 중국의 연호 목록